# Heroine (Moran)
Heroine (Heroine?) è il primo EP della rock band visual kei giapponese Moran. È stato pubblicato il 22 luglio 2009 dall'etichetta indie SPEED-DISK.

## Tracce
Dopo il titolo è indicata fra parentesi "()" la grafia originale del titolo.
1. Escort (Escort?) - 2:20 (Hitomi - Velo)
2. Kamoku no yūbe (寡黙の夕べ?) - 4:57 (Hitomi - Velo)
3. Ari hō (在り方?) - 4:13 (Hitomi - Velo)
4. Ningen no ningen niyoru ningen no tameno koiji (人間の人間による人間の為の恋路?) - 4:29 (Hitomi - Zill)
5. Lost sheep (Lost sheep?) - 3:50 (Hitomi - Zill)
6. Stage gazer (Stage gazer?) - 4:02 (Hitomi - Velo)
7. Onaji yami no naka de (同じ闇の中で?) - 5:37 (Hitomi - Velo)

## Formazione
- Hitomi - voce
- Velo - chitarra
- Zill - basso
- Soan - batteria